# Кунстхалле (Карлсруэ)
Госуда́рственный кунстха́лле Ка́рлсруэ (нем. Staatliche Kunsthalle Karlsruhe) — государственный художественный музей в Карлсруэ, в котором представлены работы преимущественно немецких, французских и нидерландских мастеров последних семи столетий.
Здание картинной галереи было возведено в 1836—1846 гг. под руководством архитектора Генриха Хюбша и является одним из старейших музейных зданий Германии. Начало коллекции музея положил так называемый «Кабинет живописи» маркграфини Каролины-Луизы Гессен-Дармштадтской (1723—1783).

## Коллекция
В постоянной экспозиции в основном здании демонстрируется около 800 полотен и скульптур. Коллекция славится работами немецких живописцев поздней готики и Ренессанса, нидерландских и французских мастеров XVII и XVIII вв., а также немецких художников и скульпторов XIX в. В музее также представлены работы немецкого художника Ханса Тома (1839—1924), служившего директором Кунстхалле.
В здании оранжереи находятся работы XX и XXI столетий, среди них полотна Мане, Коринта, Писсарро и др.

## Галерея

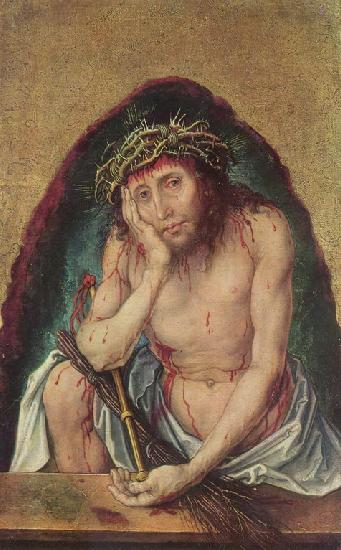
Альбрехт Дюрер. Муж скорбей. 1490-1492
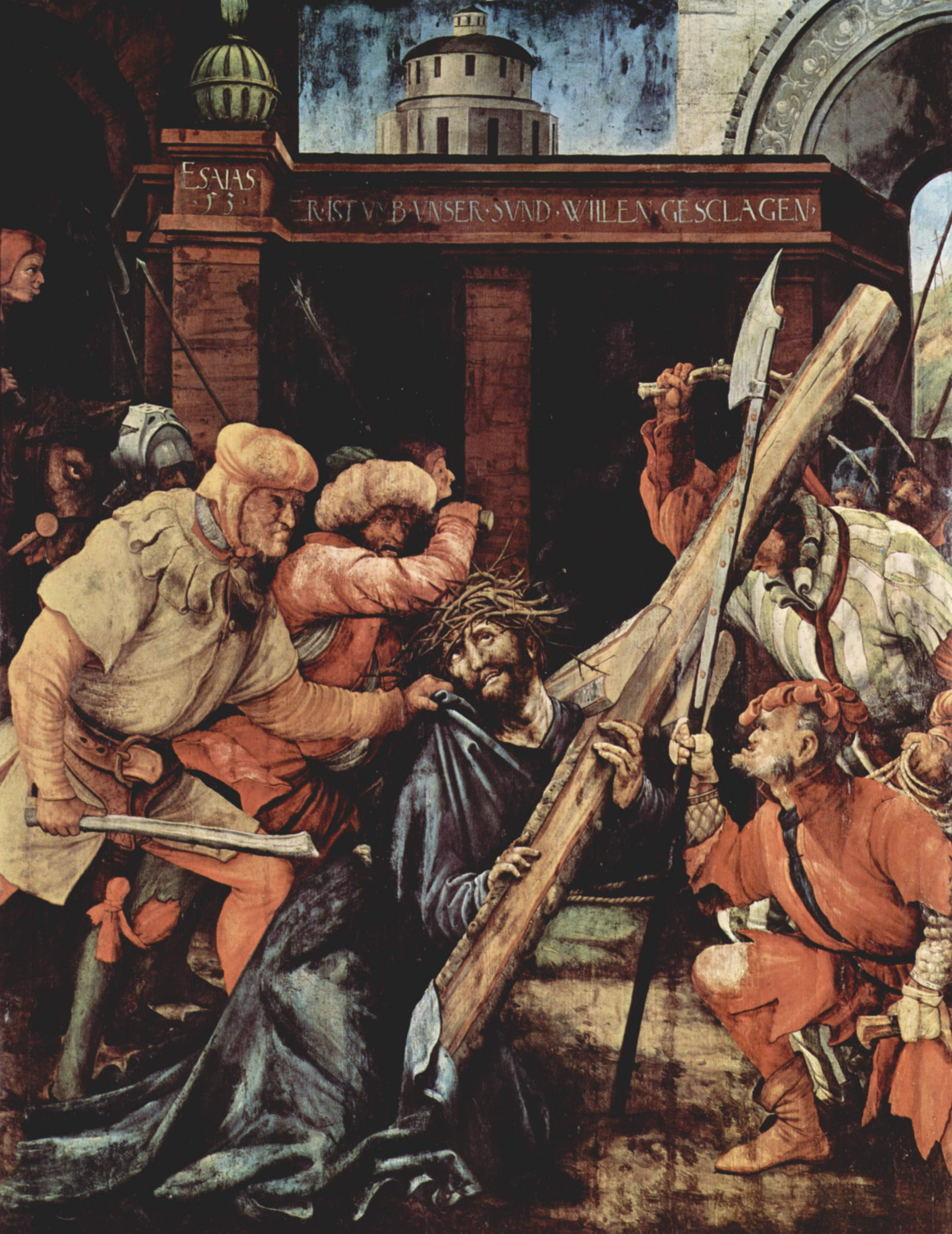
Маттиас Грюневальд. Поругание Христа. 1523-1524
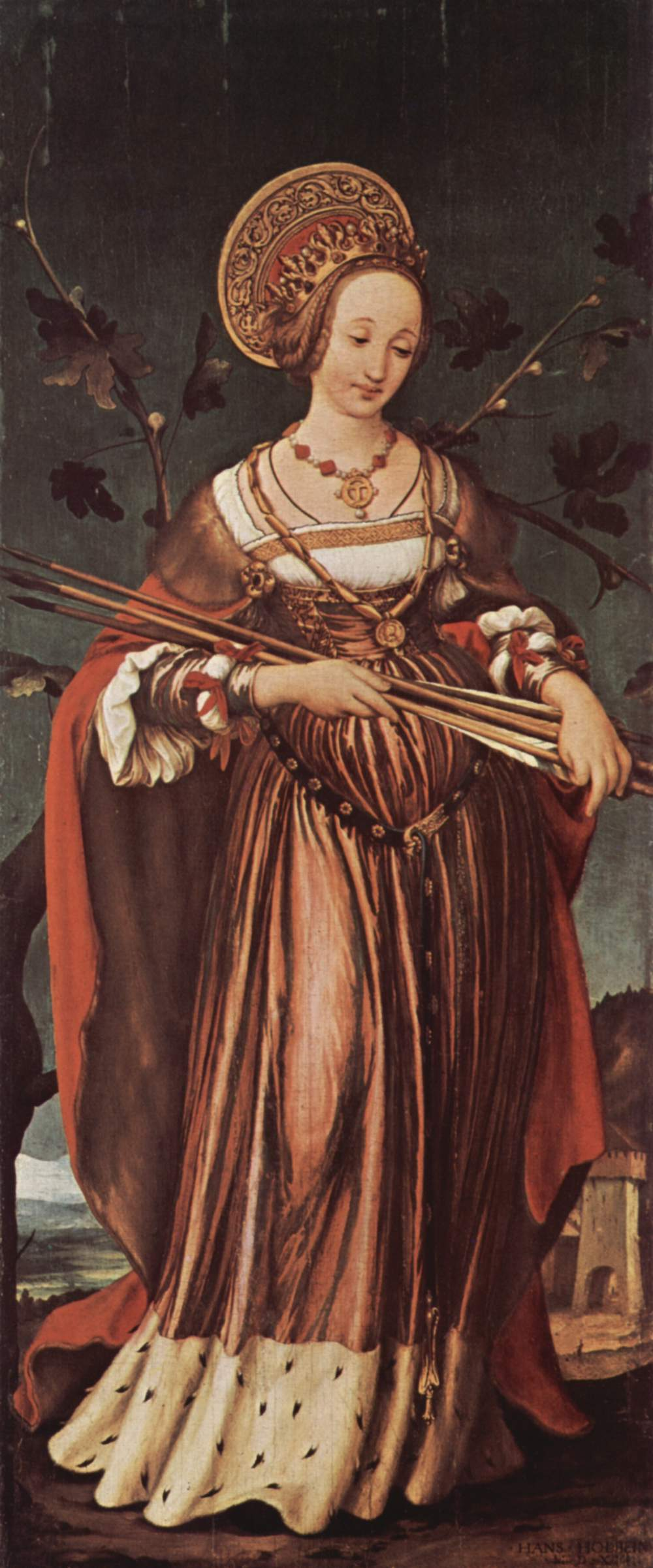
Ганс Гольбейн Младший. Святая Урсула. 1523
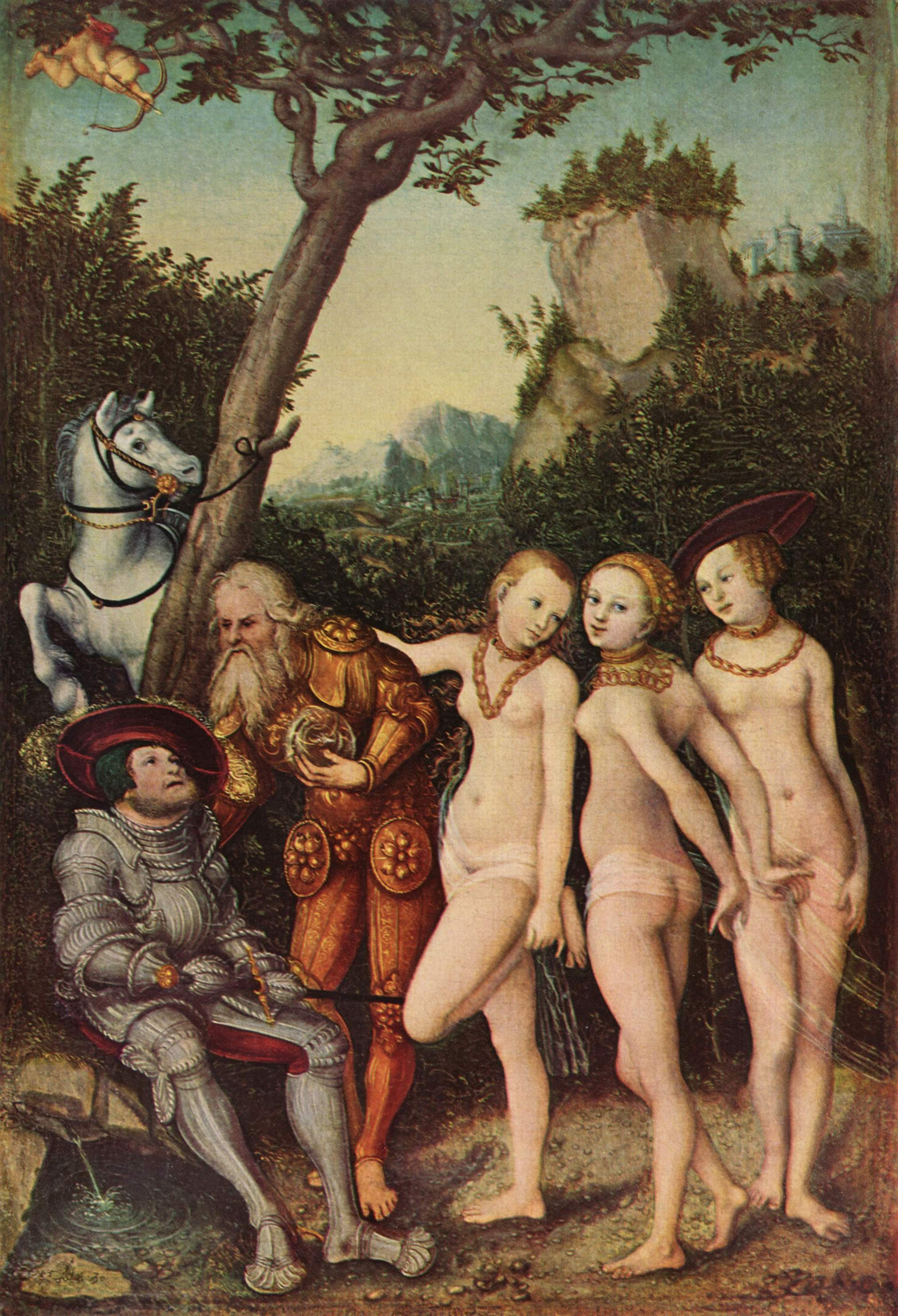
Лукас Кранах Старший. Суд Париса. Ок. 1530